# Euchromius keredjella
Euchromius keredjella là một loài bướm đêm trong họ Crambidae.